# Behaim von Schwarzbach auf Kirchensittenbach
La famiglia Behaim von Schwarzbach auf Kirchensittenbach fu una famiglia nobile del patriziato di Norimberga nel cui consiglio sedette dal 1319 al 1806.

## Storia

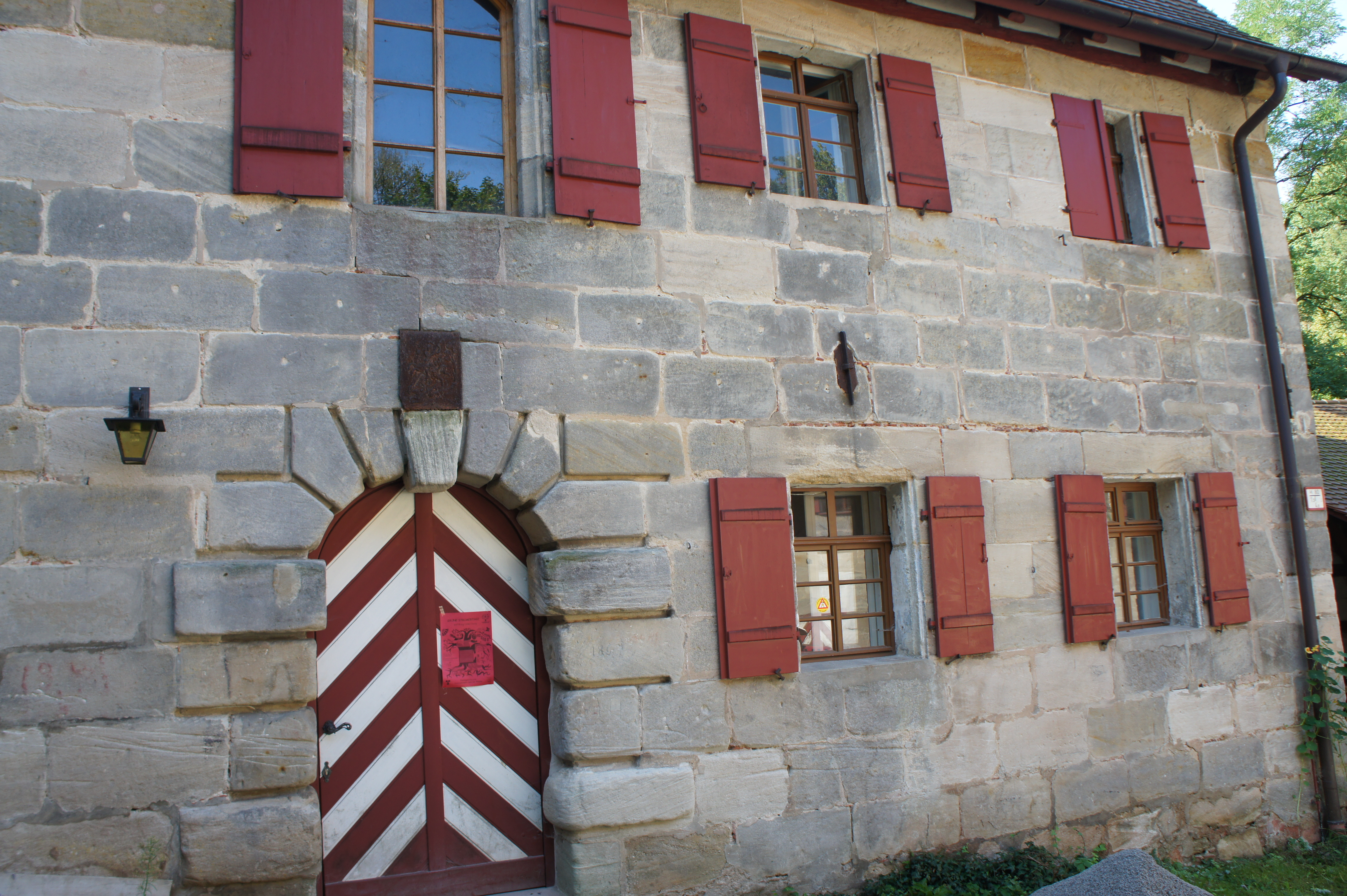
Il castello di Grünsberg

L'esatta origine dei Behaim non è chiara, ma si dice che provengano dalla zona di Plzeň, in Boemia. Il primo membro documentato della famiglia è noto a Norimberga nel 1285. Dal 1319/23 furono rappresentati nel consiglio interno ed ottennero l'accesso al patriziato cittadino.
I Behaim erano mercanti su lunghe distanze e operavano nell'importazione e nell'esportazione di prodotti grezzi e materiali lavorati. La società commerciale Grundherr-Behaim era già documentata intorno al 1370. Vennero coinvolti in operazioni minerarie presso Salisburgo, in Tirolo, in Alta Austria e in Boemia. Tra XIV e XV secolo furono tra le più importanti case commerciali patrizie.
Christoph Jakob Behaim e suo fratello ottennero il feudo di Schwarzbach dall'imperatore Leopoldo I nel 1681 e furono elevati al rango di nobili ereditari imperiali.
Dopo l'estinzione della famiglia Tetzel nel 1736, i Behaim ne divennero eredi e beneficiarono quindi del castello di Kirchensittenbach, mutando quindi il loro cognome in von Schwarzbach auf Kirchensittenbach.
Il loro titolo di nobiltà fu confermato nel 1809 e furono registrati come baroni della nobiltà bavarese. Con Wilhelm Behaim von Schwarzbach su Kirchensittenbach, la famiglia si estinse in linea maschile nel 1942.

## Membri notabili
- Albrecht Behaim (XIV secolo), commerciante, consigliere e sindaco di Norimberga 1332-1342
- Martin II Behaim (1459 - 1507), mercante, cosmografo, navigatore, geografo, ideatore del più antico mappamondo sopravvissuto
- Michael Behaim (1459 - 1511), commerciante, consigliere e capomastro
- Paulus Behaim (1519 - 1568), consigliere, delegato di Norimberga presso il principe di Naumburg dal 1561
- Paulus II Behaim (1557 - 1621), membro del consiglio interno, cofondatore della società musicale di Norimberga nel 1588
- Lukas Friedrich Behaim (1587 - 1648), accompagnò le insegne imperiali per l'incoronazione dell'imperatore Mattia a Francoforte sul Meno. Membro del consiglio interno di Norimberga e della società musicale locale
- Sigmund Friedrich Behaim von Schwarzbach (1686 - 1746), membro del Consiglio interno, inviato della città di Norimberga alle incoronazioni degli imperatori Carlo VII e Francesco I.